# Кокрять
Кокрять (рос. Кокрять) — село в Старомайнському районі Ульяновської області Російської Федерації.
Населення становить 54 особи. Входить до складу муніципального утворення Матвеєвське сільське поселення.

## Історія
Від 2004 року входить до складу муніципального утворення Матвеєвське сільське поселення.

## Населення
| 2010 |
| ---- |
| 54   |